# Marion Tietz
Marion Tietz (* 17. November 1952 in Berlin) ist eine ehemalige deutsche Handballspielerin.
Sie spielte für den TSC Berlin. Mit der DDR-Auswahl gewann sie bei den Olympischen Spielen 1976 in Montreal Silber und bei Olympia 1980 in Moskau Bronze. 1975 und 1978 wurde sie mit dieser Mannschaft Weltmeisterin, auch bei den Weltmeisterschaften 1973 und 1982 stand sie im Aufgebot der DDR. 1976 und 1979 wurde sie mit dem Vaterländischen Verdienstorden in Bronze ausgezeichnet.
In 188 Länderspielen warf sie 345 Tore.